# Дитхелм V фон Тогенбург
Дитхелм V (IX/X) фон Тогенбург (на немски: Diethelm V (IX/X) fon Toggenburg; † 21 септември 1337 при Гринау) е граф на Тогенбург (1315 – 1337) в кантон Санкт Гален, Швейцария.

## Биография
Той е син на граф Фридрих IV фон Тогенбург, господар на Вилденбург († 15 ноември 1315 в битката при Моргартен) и съпругата му Ита фон Фробург († 1328), дъщеря на граф Вернер I фон Фробург-Хомберг († 1273) и Кундигунда. Внук е на граф Фридрих III фон Тогенбург († 1309) и графиня Клемента фон Верденберг († 1282). Брат е на Фридрих V фон Тогенбург († 5 февруари 1364), каноник в Констанц, граф на Тогенбург.
Дитхелм V фон Тогенбург е убит на 21 септември 1337 г. в битката при Гринау между имперския град Цюрих и благородническия съюз с командир Йохан I фон Хабсбург-Лауфенбург, който също е убит тогава.

## Фамилия
Дитхелм V фон Тогенбург се жени ок. 1324 г. за Аделхайд фон Грисенберг († между 30 декември 1371 и 8 юни 1372), дъщеря на Лютолд фон Грисенберг († 1322/1324) и Агнес († 1333). Те имат две дъщери:
- Агнес фон Тогенбург († 13 октомври 1383)
- Клемента фон Тогенбург († сл. 28 февруари 1405), омъжена I. пр. 1345 г. за Улрих 'Млади' фон Хоенклинген († 7/29 май 1363), II. пр. 15 ноември 1367 г. за Хайнрих I фон Хевен, господар на Грисенберг († 15 декември 1388/25 юни 1389).

Вдовицата му Аделхайд фон Грисенберг се омъжва втори път пр. 1341 г. за граф Конрад III фон Фюрстенберг-Вартенберг, ландграф в Баар († 1370), син на граф Хайнрих II фон Фюрстенберг.